# Enon (Wirginia)
Enon – jednostka osadnicza w Stanach Zjednoczonych, w stanie Wirginia, w hrabstwie Chesterfield.